# Urtica spatulata
Urtica spatulata är en nässelväxtart som beskrevs av James Edward Smith. Urtica spatulata ingår i släktet nässlor, och familjen nässelväxter. Inga underarter finns listade i Catalogue of Life.